# Oflag X-C
Oflag XC était la dénomination d'un camp de prisonniers de guerre allemand pour officiers ("oflag" est la contraction d'Offizierlager), créé par la Wehrmacht pendant la Seconde Guerre mondiale et situé à Lübeck, dans le nord de l'Allemagne. Le camp se trouvait au croisement de la Friedhofsallee et de la Vorwerkstrasse, à la frontière entre Lübeck et Schwartau (aujourd'hui Bad Schwartau). Plusieurs historiens considèrent que le camp était situé à Schwartau plutôt qu'à Lübeck. Il regroupait des officiers français, britanniques, polonais et d'autres pays alliés.

## Histoire du camp
Le camp a été ouvert en juin 1940 pour emprisonner les officiers français capturés lors de la bataille de France. En juin 1941, les nationalités des officiers se diversifient avec l'arrivée de Britanniques et de citoyens du Commonwealth, essentiellement capturés lors de la bataille de Crète et de la campagne d'Afrique du Nord. En 1941 et 1942, de nombreux équipages aériens alliés abattus en Allemagne furent emmenés à Lübeck, puis transférés plus tard à l'Oflag VI-B (en) de Warburg. Au milieu de l'année 1942, de nombreux officiers polonais furent déplacés à l'Oflag II-D de Westfalenhof. En début 1945, tous les officiers polonais détenus à l'Oflag II-D et dans l'Oflag II-C (en), sont contraints de rejoindre l'Oflag X-C à pied. Le camp est libéré le 2 mai 1945 par les troupes de la 2e armée britannique. Tous les prisonniers de guerre sont rapatriés courant mai 1945 (opération Exodus (en)).

## Personnalités prisonnières à l'Olfag X-C
- Yves Congar, théologien français, emprisonné dans le camp en raison de ses nombreuses tentatives d'évasion d'autres camps. Capturé par les Allemands lorsqu'il était officier dans l'armée française[4],[5].
- Władysław Dobrowolski, médaillé olympique polonais en escrime[6]
- Stanisław Sośnicki (en), athlète olympique polonais[6]
- Fernand Braudel, officier et historien français[7]
- Henri Brunschwig, officier et historien français.
- Robert Blum, fils de Leon Blum
- Oreste Rosenfeld, Rédacteur en chef du Populaire organe de la SFIO
- Alain et Elie de Rothschild
- Iakov Djougachvili, fils de Joseph Staline
- De nombreux officiers français juifs ont été regroupés à l'Oflag XC; beaucoup d'entre eux étaient cantonnés dans la Baraque 9.
- L'Oflag XC  Lubeck à partir de 1942 regroupe des officiers prisonniers que le troisième Reich considère dangereux pour l'Allemagne.